# DANOBAT
DANOBAT es una empresa cooperativa que se dedica a las soluciones de máquina herramienta, principalmente a la fabricación de rectificadoras, y tornos. Está situada en la población guipuzcoana de Elgóibar en el País Vasco (España). Danobat, que pertenece a MONDRAGON Corporation, tiene una trayectoria de 65 años en el desarrollo de rectificadoras y tornos de alta precisión e invierte entre el 8 % y el 10 % de sus ingresos en innovación. 
Es uno de los principales productores de máquinas-herramienta de Europa, emplea a más de 600 personas y registra una facturación anual de unos 130 millones de euros, de los cuales más del 90% procede de los mercados internacionales.
Se fundó en la industriosa población guipuzcoana de Elgoibar en 1954, pero actualmente los trabajadores se encuentran repartidos en diversas delegaciones que tiene la empresa en todo el mundo.
El nombre DANOBAT es una contracción de las palabras en euskera danok y bat, traducible como "Todos uno".
Son depositarios de la propiedad, en igualdad de condiciones, todos los trabajadores, con una persona un voto en la Asamblea General. Los socios trabajadores forman parte de los órganos de gobierno de DANOBAT (Consejo Rector y Asamblea General), de modo que participan en las decisiones y en la gestión de la empresa. Su composición se renueva cada cuatro años.

## Cronología de DANOBAT
- 1954: Nace con la intención de desarrollar un producto de rectificado de exteriores competitivo.[2]
- 1956: Constitución de Construcciones Mecánicas Eguzki.
- 1962: Constitución de la empresa Acme-Deva.
- 1969: Fusión de DANOBAT, Eguzki y Acme-Deva bajo el nombre de DANOBAT S. Coop.
- 1983: Constitución del Grupo Debako entre las empresas DANOBAT, Soraluce, Goiti y Txurtxil.
- 1992: Constitución de Danobatgroup como una agrupación sectorial estratégica dando continuidad al Grupo Debako, e incorporación a Mondragón Corporación Cooperativa, dentro de la división industrial.
- 1992-1997: Danobatgroup implanta nuevas oficinas comerciales y de servicio en China, Alemania, Francia, Japón, Italia, EE. UU. Y Brasil.
- 2002: Adquisición de la compañía alemana Overbeck .[3]
- 2003: Adquisición de la compañía inglesa Newall.
- 2008: Fusión de las cooperativas DANOBAT y Lealde.
- 2011: Fusión de las cooperativas DANOBAT y Estarta Rectificadora .[4]
- 2012: Las cooperativas DANOBAT Railway Systems y Dano-Rail se fusionan.[5]
- 2013: DANOBAT Railway Systems se integra dentro de DANOBAT.
- 2014: Inicio de joint venture entre DANOBAT y la empresa americana Marathon.
- 2015: Adquisición de la empresa Plantool OY por DANOBAT.
- 2019: Danobat adquiere la holandesa Hembrug Machine Tools

## Gestión medioambiental
Con el apoyo del Ihobe e Invema, se formó en 2001 un equipo Talde ISO con otras empresas del Grupo DANOBAT y de MCC para conseguir la certificación según ISO 14001 en mayo de 2002. En el mismo año DANOBAT logró la inscripción en el registro EMAS. Las auditorías de AENOR en mayo de 2003 dieron resultado favorable y la Consejería de Medioambiente del Gobierno Vasco concedió en octubre de 2003 el registro EMAS.

## Instalaciones

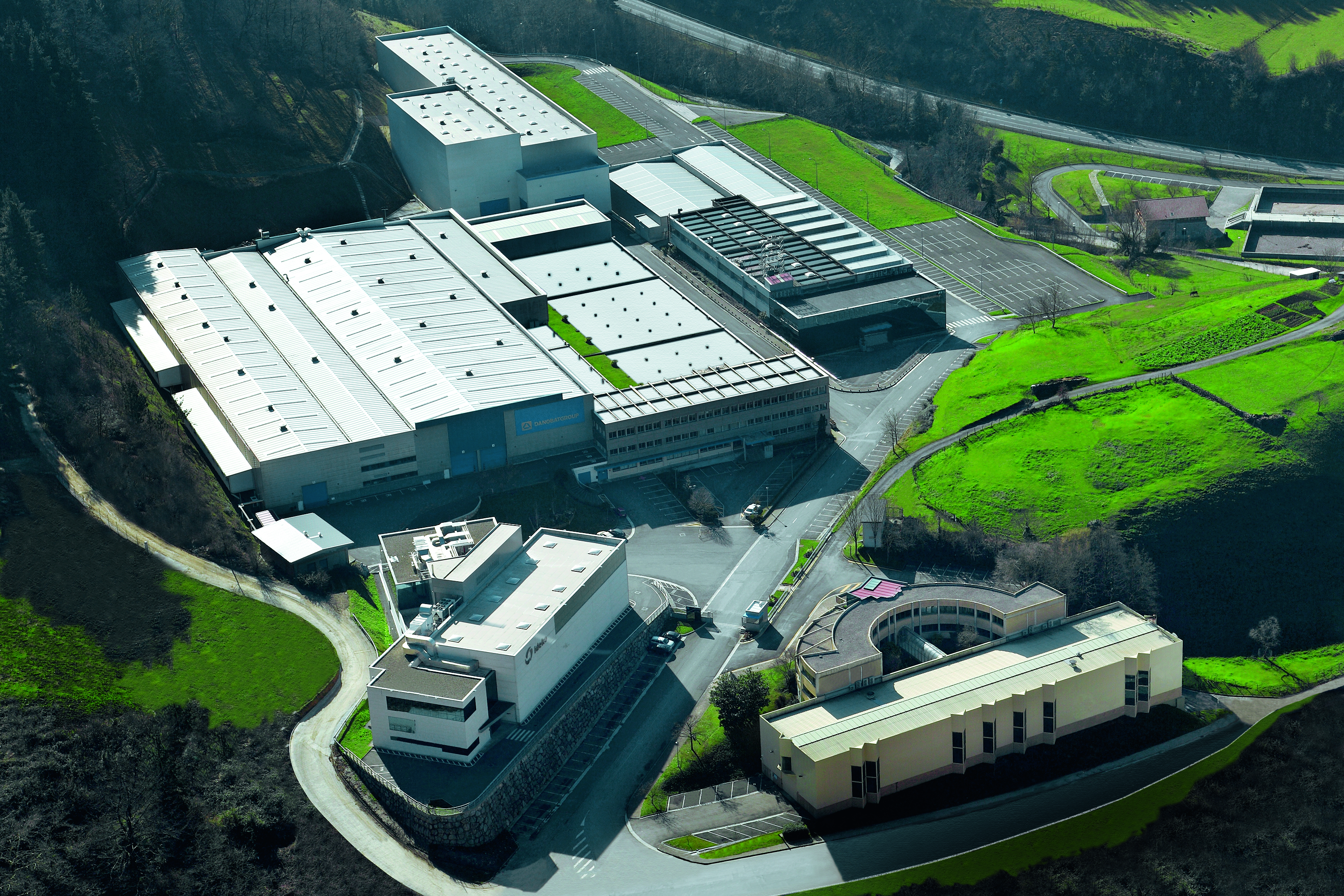
Planta central de DANOBAT en la localidad de Elgoibar

La internacionalización es una importante seña de identidad, de hecho, cuenta con plantas de producción y centros de servicio en España, Alemania, Países Bajos, China, Italia, Reino Unido y Estados Unidos, así como una importante red de ventas y servicios que abarca 40 países.